# The Voices
The Voices è un film del 2014 diretto da Marjane Satrapi.
Si tratta del primo lungometraggio in lingua inglese della regista franco-iraniana Satrapi.
Il film è una commedia nera con protagonista Ryan Reynolds, affiancato da Anna Kendrick, Gemma Arterton e Jacki Weaver.

## Trama
Jerry è un uomo tranquillo ma  malato di schizofrenia, che dovrebbe controllare grazie a farmaci anti-psicotici. Lavora presso una fabbrica di vasche da bagno, ottenuto grazie all'aiuto della sua psichiatra, e si innamora di una sua collega. Ma nella sua vita fin troppo ottimista, è vittima di allucinazioni in cui sente i suoi animali domestici parlargli. Il gatto Mr. Whiskers lo vuole convincere ad essere un serial killer, mentre il cane Bosco cerca di portarlo sulla retta via. Quando un omicidio sconvolge la cittadina in cui vive, Jerry si ritrova in una serie di situazioni in cui non saprà più distinguere la realtà dalla fantasia.

## Produzione
Le riprese del film sono iniziate nell'aprile 2013 presso lo Studio Babelsberg, a Berlino e nella regione del Brandeburgo.

## Distribuzione
Il film è stato presentato in anteprima al Sundance Film Festival il 19 gennaio 2014. I diritti per la distribuzione statunitense sono stati acquistati dalla Lions Gate Entertainment il 5 marzo 2014. Nel corso del 2014 è stato presentato in numerosi festival cinematografici internazionali tra cui Toronto International Film Festival e Sitges - Festival internazionale del cinema fantastico della Catalogna.
Il film è stato distribuito nelle sale cinematografiche statunitensi il 6 febbraio 2015.

## Riconoscimenti
- 2014 - Etrange Festival di Parigi[5]
  - Canal+ Nouveau Genre Award
  - Premio del pubblico